# José Chinchilla
José Chinchilla y Diez de Oñate (Marbella, 20 de marzo de 1839-Madrid, 11 de marzo de 1899) fue un militar español, ministro, senador y gobernador de Cuba.

## Biografía

### Familia
Hijo de José María Chinchilla y de Manuela Díez de Oñate y Prados. Hermanos:
- Juan Chinchilla (1836-1897), senador, diputado y auditor general del Ejército.
- Joaquín Chinchilla (1841-1917), abogado, senador e intendente de Hacienda en Filipinas.
- Rafaela Chinchilla (1832-1876), casó con Eduardo Gasset y Artime. Abuela de José Ortega y Gasset.

Se casó en 1859 con Ana del Valle e Iznaga, hija de Antonio Modesto del Valle y Castillo y María Natividad Iznaga y del Valle, nacida en 1838 en Sancti Spíritus, Cuba.

### Carrera
Ingresó en el ejército en 1855, como subteniente de infantería; al año siguiente, durante los sucesos acaecidos por la crisis de la coalición entre Espartero y O'Donnell, se distinguió por su arrojo combatiendo a los sublevados. En 1857 acompañó a Cuba al general Serrano como ayudante, tomando parte en la campaña de Santo Domingo y alcanzando por sus méritos el grado de comandante. Se trasladó a México en 1862, donde intervino, bajo el mando del general Juan Prim en la expedición a México, provocada por la suspensión de pagos del gobierno de Benito Juárez.
Regresó a Madrid y en junio de 1866 participó contra la intentona revolucionaria encabezada desde el exilio por el general Juan Prim y conocida como Sublevación del Cuartel de San Gil, en la represión de la misma, estuvo junto al general Serrano de quien volvía a ser ayudante, su arrojo contra esta sublevación le valió el ascenso a teniente coronel.
Más tarde participó en la guerra de Cuba, siendo herido de gravedad el 4 de mayo de 1870. Se le recompensa con el empleo de brigadier. Entre 1874 y 1876 combatió en la tercera guerra carlista;  se distinguió notablemente en la batalla de San Pedro Abanto, siendo ascendido a Mariscal de Campo.
En 1881 vuelve a Cuba para ser el comandante general de las Villas y segundo cabo de las islas. Su carrera militar fue en ascenso primero a teniente general y más tarde se le nombró capitán general de Madrid y director general de la Guardia Civil.
En la legislatura de 1887-88 es elegido senador por la provincia de La Habana y el 11 de diciembre de 1888 fue nombrado ministro de la Guerra en el gabinete presidido por Sagasta, cargo que ejerció hasta el 21 de enero de 1890. Fue nombrado, el 25 de febrero de 1890, gobernador general capitán general de la isla de Cuba y finalmente en la legislatura 1893-94 es nombrado senador vitalicio.